# P300

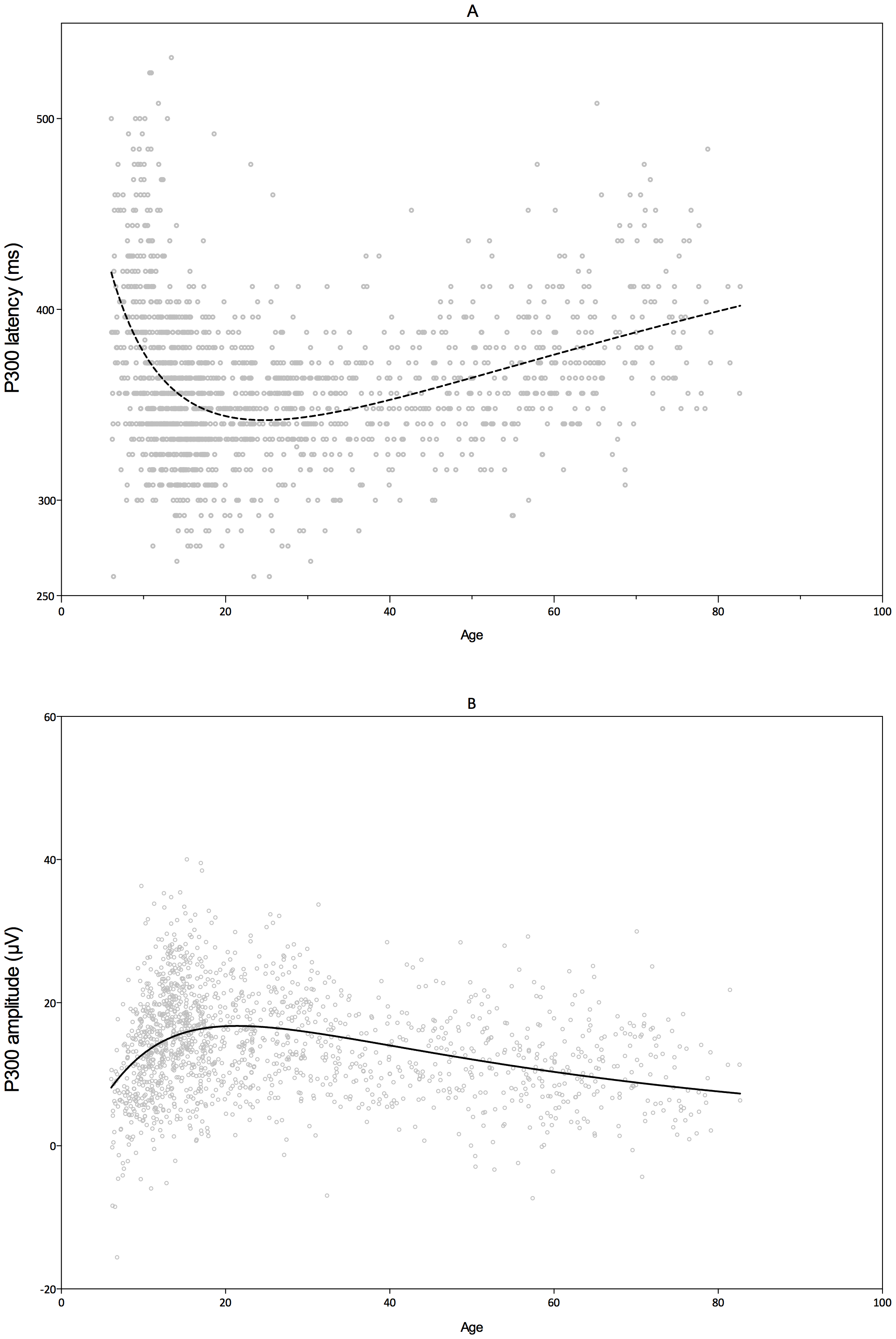
Trajetórias de latência e amplitude do P300 ao longo da vida útil, obtidas a partir do conjunto de dados transversal. Pontos representam pontuações de participantes individuais. Do desenvolvimento do P300 ao longo da vida útil: uma revisão sistemática e uma meta-análise. A latência e amplitude da resposta do P300 podem variar em função da idade.

O P300 é um componente de potencial relacionado a eventos suscitado no processo de tomada de decisão. É considerado um potencial endógeno, pois sua ocorrência está ligada não aos atributos físicos de um estímulo, mas à reação de uma pessoa a ele. Mais especificamente, acredita-se que o P300 reflita processos envolvidos na avaliação ou categorização de estímulos. Geralmente é desencadeado usando o paradigma oddball, no qual itens-alvo de baixa probabilidade são misturados com itens não-alvo de alta probabilidade (ou "padrão").
Quando registrado por eletroencefalografia (EEG), surge como uma deflexão positiva da tensão com uma latência (atraso entre estímulo e resposta) de aproximadamente 250 a 500 ms. O sinal é tipicamente medido mais fortemente pelos eletrodos que cobrem o lobo parietal. A presença, magnitude, topografia e tempo desse sinal são frequentemente usados como métricas da função cognitiva nos processos de tomada de decisão. Enquanto os substratos neurais desse componente do potencial relacionado a eventos ainda permanecem nebulosos, a reprodutibilidade e a onipresença desse sinal o tornam uma escolha comum para testes psicológicos na clínica e no laboratório.

## História
Observações iniciais do P300 (mais especificamente, o componente que mais tarde seria chamado de P3b) foram relatadas em meados da década de 1960. Em 1964, os pesquisadores Chapman e Bragdon descobriram que as respostas do potencial relacionado a eventos aos estímulos visuais diferiam dependendo se os estímulos tinham significado ou não. Eles mostraram aos sujeitos dois tipos de estímulos visuais: números e flashes de luz. Os sujeitos viram esses estímulos um de cada vez em uma sequência. Para cada dois números, os sujeitos eram obrigados a tomar decisões simples, como dizer qual dos dois números era numericamente menor ou maior, que era o primeiro ou o segundo na sequência ou se eram iguais. Ao examinar os potenciais evocados para esses estímulos, Chapman e Bragdon descobriram que os números e os flashes provocavam as respostas sensoriais esperadas (por exemplo, componentes visuais de N1 ), e que a amplitude dessas respostas variava da maneira esperada a intensidade dos estímulos. Eles também descobriram que as respostas do potencial relacionado a eventos aos números, mas não aos flashes da luz, continham uma grande positividade que atingiu cerca de 300 ms após o estímulo aparecer. Chapman e Bragdon especularam que essa resposta diferencial aos números, que passou a ser conhecida como resposta P300, resultou do fato de que os números eram significativos para os participantes, com base na tarefa que eles foram solicitados a executar.
Em 1965, Sutton e colegas publicaram resultados de dois experimentos que exploraram ainda mais essa positividade tardia. Eles apresentaram aos sujeitos uma sugestão que indicava se o estímulo a seguir seria um clique ou um flash, ou uma sugestão que exigia que os sujeitos adivinhassem se o estímulo a seguir seria um clique ou um flash. Eles descobriram que quando os sujeitos eram obrigados a adivinhar qual seria o estímulo a seguir, a amplitude do "complexo positivo tardio" era maior do que quando eles sabiam qual seria o estímulo. Em um segundo experimento, eles apresentaram dois tipos de sugestões. Por uma sugestão, havia uma chance de 2 em 3 de que o estímulo a seguir seria um clique e uma chance de 1 em 3 de que o estímulo a seguir fosse um flash. O segundo tipo de sugestão tinha probabilidades que eram o inverso do primeiro. Eles descobriram que a amplitude do complexo positivo era maior em resposta aos estímulos menos prováveis, ou aquele que tinha apenas uma chance em 1 de aparecer. Outro achado importante desses estudos é que esse complexo positivo tardio foi observado para cliques e flashes, indicando que o tipo físico do estímulo (auditivo ou visual) não importava.
Em estudos posteriores publicados em 1967, Sutton e seus colegas avaliaram se ouviriam um ou dois cliques. Eles novamente observaram uma positividade em torno de 300 ms após o segundo clique - ou teria ocorrido, no caso de um único clique. Eles também tinham assuntos que adivinhavam quanto tempo poderia ser o intervalo entre cliques e, nesse caso, a positividade tardia ocorreu 300 ms após o segundo clique. Isso demonstrou duas descobertas importantes: primeiro, que essa positividade tardia ocorreu quando a incerteza sobre o tipo de clique foi resolvida e, segundo, que mesmo a ausência de um estímulo provocaria o complexo positivo tardio, se o estímulo fosse relevante para a tarefa. Esses primeiros estudos incentivaram o uso do potencial relacionado a eventos para estudar a cognição e forneceram uma base para o extenso trabalho sobre o P300 nas décadas seguintes.

## P3a e P3b
Desde a descoberta inicial do P300, a pesquisa mostrou que o P300 possui dois subcomponentes. Os subcomponentes são a novidade P3, ou P3a, e o clássico P300, que foi renomeado para P3b.
O P3a, ou novidade P3, possui uma amplitude positiva que exibe a amplitude máxima sobre os locais dos eletrodos frontal / central e tem um pico de latência na faixa de 250 a 280 ms. O P3a tem sido associado à atividade cerebral relacionada ao engajamento da atenção (principalmente as mudanças involuntárias e orientadoras às mudanças no ambiente) e ao processamento de novidades.
O P3b tem uma amplitude de movimento positivo (geralmente em relação a uma referência atrás da orelha ou a média de duas dessas referências) que atinge um pico em torno de 300 ms, e o pico variará em latência de 250 a 500 ms ou mais, dependendo da tarefa. As amplitudes são tipicamente mais altas no couro cabeludo sobre as áreas parietal do cérebro.  O P3b tem sido uma ferramenta proeminente usada para estudar processos cognitivos, especialmente pesquisas em psicologia sobre processamento de informações. De um modo geral, eventos improváveis provocarão um P3b, e quanto menos provável o evento, maior a amplitude do P3b. No entanto, para obter um P3b, o evento improvável deve estar relacionado à tarefa em questão de alguma forma (por exemplo, o evento improvável pode ser uma letra alvo pouco frequente em um fluxo de cartas, à qual um sujeito pode responder com uma pressionar o botão). O P3b também pode ser usado para medir a exigência de uma tarefa na carga de trabalho cognitiva.

## Aplicações
Desde meados da década de 1980, um dos usos mais discutidos do potencial relacionado a eventos, como o P300, está relacionado à detecção de mentiras. Em um "teste de conhecimento culpado" proposto um sujeito é interrogado através do paradigma excêntrico, da mesma forma que estaria em uma situação típica de detector de mentiras. Essa prática teve recentemente um aumento da permissibilidade legal enquanto a poligrafia convencional tem visto seu uso diminuir, em parte devido aos aspectos inconscientes e incontroláveis do P300. A técnica baseia-se na eliciação reproduzível da onda P300, fundamental para a ideia de uma resposta eletroencefalográfica multifacetada relacionada à memória e codificação, desenvolvida pelo Dr. Lawrence Farwell.
Aplicações na interface cérebro-computador (ICC) também foram propostas. O P300 possui várias qualidades desejáveis que ajudam na implementação de tais sistemas. Primeiro, a forma de onda é consistentemente detectável e é provocada em resposta a estímulos precisos. A forma de onda P300 também pode ser evocada em quase todos os assuntos com pouca variação nas técnicas de medição, o que pode ajudar a simplificar o design da interface e permitir maior usabilidade. A velocidade na qual uma interface é capaz de operar depende de quão detectável o sinal é, apesar do "ruído". Uma característica negativa do P300 é que a amplitude da forma de onda requer a média de várias gravações para isolar o sinal. Esta e outras etapas de processamento pós-gravação determinam a velocidade geral de uma interface.  O algoritmo proposto por Farwell e Donchin fornece um exemplo de um BCI simples que se baseia nos processos de tomada de decisão inconsciente do P300 para acionar um computador. Uma grade 6 x 6 de caracteres é apresentada ao assunto e várias colunas ou linhas são realçadas. Quando uma coluna ou linha contém o caractere que um sujeito deseja comunicar, a resposta do P300 é desencadeada (uma vez que esse caractere é "especial", é o estímulo alvo descrito no paradigma típico do oddball). A combinação da linha e coluna que evocou a resposta localiza o caractere desejado. Vários desses ensaios devem ser calculados em média para eliminar o ruído do EEG. A velocidade do destaque determina o número de caracteres processados por minuto. Os resultados de estudos usando essa configuração mostram que indivíduos normais poderiam alcançar uma taxa de sucesso de 95% entre 3,4 e 4,3 caracteres/min. Tais taxas de sucesso não se limitam a usuários não deficientes; um estudo realizado em 2000 revelou que 4 participantes com paralisia (um com paraplegia completa, três com paraplegia incompleta) tiveram o mesmo desempenho que 10 participantes normais.
A pesquisa científica geralmente depende da medição do P300 para examinar os potenciais relacionados a eventos, especialmente no que diz respeito à tomada de decisão. Como o comprometimento cognitivo é frequentemente correlacionado com modificações no P300, a forma de onda pode ser usada como uma medida para a eficácia de vários tratamentos na função cognitiva. Alguns sugeriram seu uso como marcador clínico justamente por essas razões. Existe uma ampla gama de usos para o P300 em pesquisas clínicas.